# Oak Brook

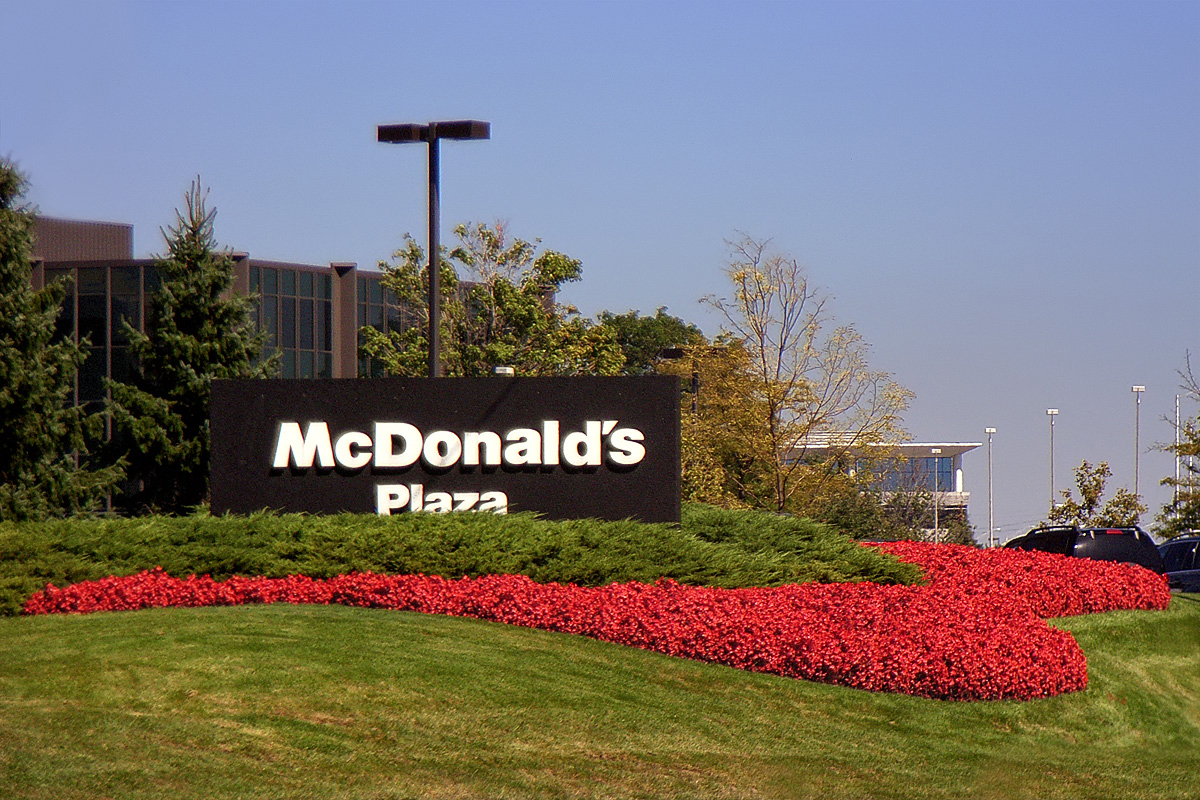
McDonald's Plaza w Oak Brook

Oak Brook (dosłownie „Dębowy Potok”) – wieś w hrabstwie DuPage w stanie Illinois. W 2010 roku mieszkały tam 7883 osoby.
W miejscowości tej ma swoje główne siedziby wiele znanych firm, między innymi McDonald’s.